# ブレスト＝リトフスク条約
ブレスト＝リトフスク条約（リトフスクじょうやく、ドイツ語: Friedensvertrag von Brest-Litowsk、ハンガリー語:Breszt-litovszki béke、 トルコ語: Brest Litovsk Barış Antlaşması,、ブルガリア語: Брест-Литовски договор）またはブレスト条約（ウクライナ語: Брестський мир,、ロシア語: Брестский мир）は、第一次世界大戦の終結を巡り、ブレスト＝リトフスク（現在のベラルーシのブレスト）で1918年に締結された講和条約である。ウクライナ・ソビエト戦争の情勢もあり、独墺とウクライナ人民共和国とのブレスト=リトフスク条約、独墺とロシア・ソビエトとのブレスト=リトフスク条約の2つの条約がある。一般的にはブレスト=リトフスク条約はこの後者を指す。
1. 1918年2月9日（ユリウス暦1月27日）に結ばれた条約 - 中央同盟国（ドイツ帝国、オーストリア＝ハンガリー帝国、オスマン帝国、ブルガリア王国）とウクライナ人民共和国とが講和を結び、反ボリシェヴィキ共同戦線を張ることを合意した。なお、ウクライナではベレスチャ条約（Берестейський мир）とも呼ばれる。
2. 1918年3月3日に結ばれた条約 - 中央同盟国とロシア共和国およびウクライナ人民共和国のボリシェヴィキ政府（後にソビエト共和国連邦を構成することになるソビエト共和国のひとつ）とが講和を結んだ。この条約により、ロシアが第一次世界大戦から離脱することとなった。

なお、ウクライナやロシアではそれぞれこの時期にそれまでのユリウス暦からグレゴリオ暦への転換を行っており、表示される年月日に混乱が生じがちであるので注意。以下では原則として現代のグレゴリオ暦で表示することとする。

## 背景と経緯
ロシア帝国では1917年3月（ユリウス暦2月）の二月革命でロマノフ朝の政府が倒され、政治・経済が大混乱に陥り戦争の継続が困難となっていた。こうした中でウラジーミル・レーニンが指導するボリシェヴィキ党は即時休戦を訴え、国民からの支持を拡大していった。特に、ドイツ・オーストリアの軍隊と対峙していた前線部隊は、挙ってボリシェヴィキ支持を表明した。
11月7日、ボリシェヴィキ政府は十月革命によって政権を奪取した。旧ロシア帝国領であったウクライナのキエフでは、11月10日にボリシェヴィキ派とロシア臨時政府派が軍事衝突を起こした。当時ウクライナで最大の勢力を持っていたウクライナ中央ラーダ政府はこの機会に2番手であった臨時政府の駆逐を狙い、ボリシェヴィキに加担して臨時政府派をウクライナから一掃した。この後、中央ラーダはボリシェヴィキが暴力革命を起こしたと非難し、両政府は険悪な対立状態に入った。中央ラーダは11月20日にウクライナ人民共和国の成立を宣言し、これが事実上のウクライナの独立宣言となった。
ボリシェヴィキ政府は中央ラーダの乗っ取りを図ったが失敗、いよいよ武力による介入を図ることになった。しかし、12月11日にキエフで決行されたボリシェヴィキ派工作員による最初の武装蜂起は失敗に終わり、前線からキエフへ向かった増援部隊も途中でウクライナ軍によって武装解除され、ボリシェヴィキはロシアまで追放された。12月15日に急遽中央同盟国側と休戦したボリシェヴィキ政府は、12月17日、中央ラーダ政府に対し最後通牒を突きつけるも拒否され、ウクライナ・ソヴィエト戦争が開始された。
和平交渉

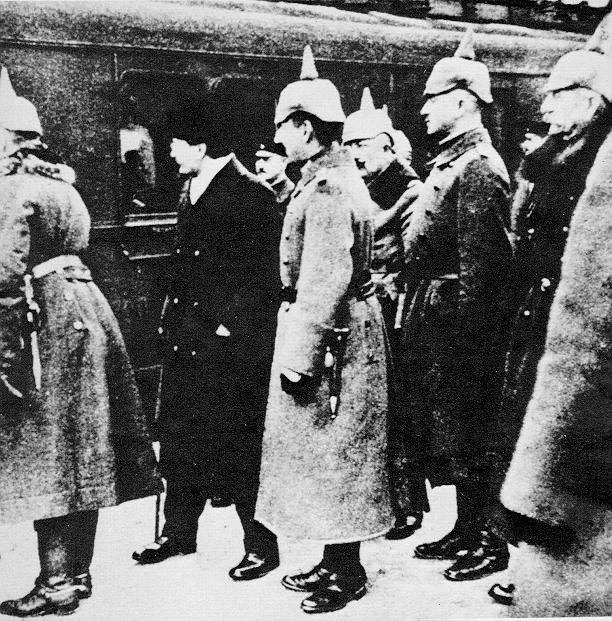
ドイツ側代表を出迎えるロシア側代表トロツキー（中央左）

旧ロシア帝国領内における混乱から、ドイツなど強国がウクライナ問題へ干渉することは不可避であると予想された。ロシアの生命線であったウクライナの喪失を阻止するため、ボリシェヴィキは早急なる講和条約の締結に迫られた。ロシアと中央同盟国との和平交渉は12月22日、ボリシェヴィキ政府と同盟国側との休戦の1週間後にブレスト＝リトフスクにおいて始められた。レフ・トロツキー外相を代表とする交渉団は、まず初めにベラルーシとポーランドの国境の画定を議題とした。中央同盟国側の代表は、ドイツのマックス・ホフマンであった。これに、エーリヒ・ルーデンドルフやトルコのリヒャルト・フォン・キュールマン、オーストリア＝ハンガリーのオットカル・チェルニンらが加わっていた。しかし、ロシア側が「賠償金や領土併合なしの和平」を要求し、交渉はすぐに頓挫した。
12月25日にはハルキウにボリシェヴィキ派のウクライナ人民共和国の成立が宣言され、ウクライナにおけるボリシェヴィキの新たな拠点となった。同日、ロシアの赤軍はウクライナ領内への侵攻を開始し、1月初旬までの間に東ウクライナの大半の地域を占領した。ウクライナ側の守りは、ボリシェヴィキのプロパガンダ工作とスパイによる武装蜂起などによって脆くも崩れ去った。
一方、中央ラーダはウセーヴォロド・ホルボーヴィチ首相を長とする代表団をブレストへ送った。交渉団は、ムィコーラ・レヴィーツィクィイ、ムィコーラ・リュブィーンシクィイ、ムィハーイロ・ポーロズ、オレクサーンドル・セウリュークら政府の重役によってなっていた。1月1日にブレストへ到着した交渉団は、ロシアとは別に中央同盟国側との交渉を開始した。

## ウクライナの講和
トロツキーらは、ウクライナと中央同盟国との交渉の妨害を図った。しかし、ドイツ軍の武力を必要とするウクライナとウクライナの穀物を必要とする中央同盟国の利害はまったく一致しており、ロシアの介入する余地はなかった。1918年2月9日、中央ラーダ代表団は中央同盟国との講和条約となる「ブレスト＝リトフスク条約」を結んだ。また、独墺軍が中央ラーダ軍とともに反ボリシェヴィキ戦線を張ることで一致を見た。これは第一次世界大戦で結ばれた最初の講和条約となり、またウクライナにとっては初めて自国の独立が国際的に認められたことになった。ウクライナは、中央同盟国の軍事協力の見返りに、100万トンの穀物の提供を約束したため、パンの講和とも呼ばれた。
これを受け、2月10日にはロシア側代表団のトロツキーは交渉の一方的な打ち切りを宣言した。このとき、ボリシェヴィキ政権は、ロシア革命に賛同するヨーロッパの労働者たちが決起することを期待していた。また、この時点でボリシェヴィキはキエフを含む中部ウクライナと東ウクライナの大半を手中に収めており、まったく油断していたといえる。ウクライナと中央同盟国との講和に驚いたレーニンは慌ててウクライナへの懐柔策を採ったが、時すでに遅かった。
中央同盟国側は、ウクライナとの講和とロシアとの交渉決裂とに応じて2月18日にロシアとの休戦を破棄し、ウクライナ軍と合同して赤軍占領地へ攻め上った。一方、かねてより中央同盟国との和睦を主張していた赤軍最高総司令官ニコライ・クルィレーンコは、2月19日には黒海艦隊の司令部艦ゲオルギー・ポベドノーセツより全軍に対しただちに戦闘をやめてドイツ軍との和平交渉に入るよう命令する無線電報を発信した。
一方、合同軍は続く2週間のあいだにウクライナを奪還、さらにバルト海沿岸も占領した。ドイツ艦隊はフィンランド湾を目指し、そのため赤色バルト艦隊は氷洋巡航を強行して艦船をクロンシュタットに退避させなければならなかった。戦術が稚拙で装備にも劣る赤軍は独墺軍の敵ではなく、いまやそれはペトログラードに迫りつつあった。ドイツやオーストリア＝ハンガリーの労働者たちへの期待も潰え、ボリシェヴィキ政権はさらに悪い条件での合意を余儀なくされた。

## ロシアの講和

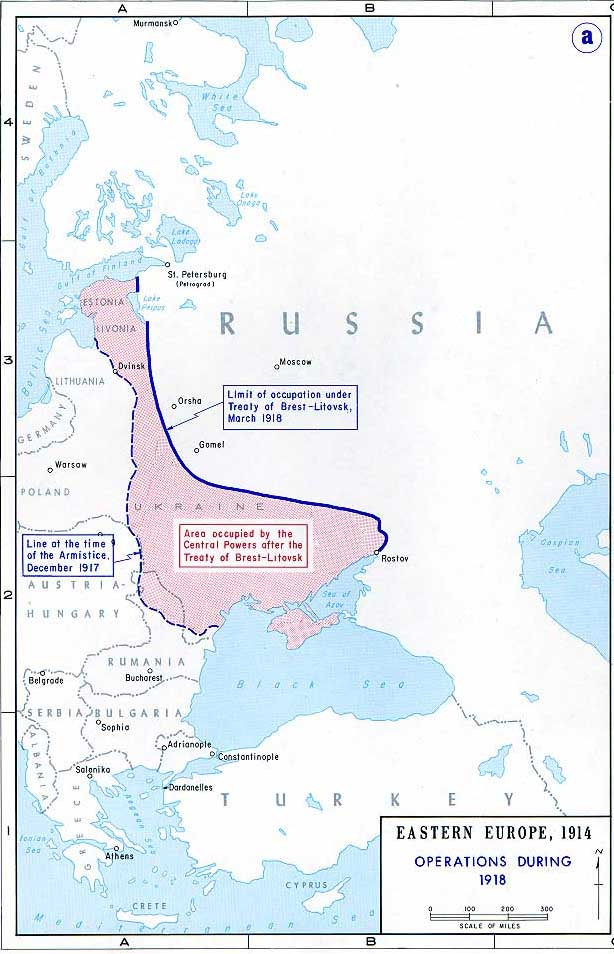
条約によってロシアが中央同盟国に割譲した地域。ドイツの影響下におかれた地域にとってはこれが国家独立の保障となった。

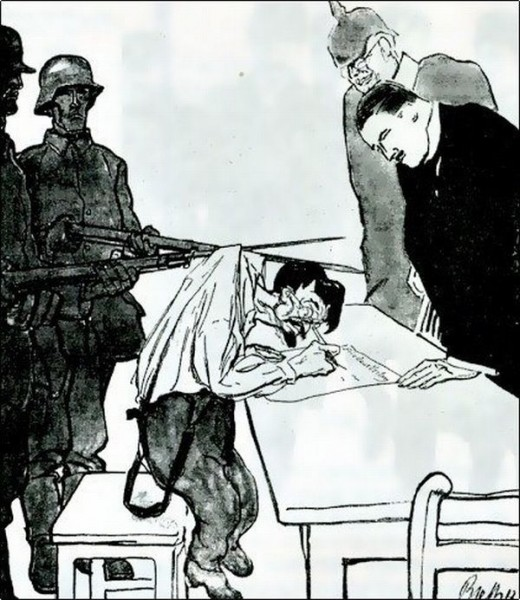
ブレスト＝リトフスク条約調印を批判するプロパガンダ・ポスター。
レフ・トロツキーがドイツ兵の銃剣に脅されて調印している。

1918年3月3日、ロシアと中央同盟国との講和条約となるブレスト＝リトフスク条約は、ボリシェヴィキ政府と、ドイツ帝国、オーストリア＝ハンガリー帝国、ブルガリア王国、オスマン帝国との間で調印された。
条約によってロシアは第一次世界大戦から正式に離脱し、さらにフィンランド、エストニア、ラトヴィア、リトアニア、ポーランド、ウクライナ及び、トルコとの国境付近のアルダハン、カルス、バトゥミに対するすべての権利を放棄した。トルコとの国境地域を除くそれらの地域の大部分は、事実上ドイツ帝国に割譲された。ドイツ軍の影響下に入った地域では、次々と独立国家が誕生した。また、6月12日、ロシアはウクライナに対し休戦協定を結ばざるを得なくなった。なお、ウクライナでは4月29日に中央ラーダ政府がヘーチマンの政変によって倒され、かわってパウロー・スコロパードシクィイを首班とするウクライナ国が成立した。6月にはロシアとウクライナ国は休戦条約を締結し、第一次ウクライナ・ソヴィエト戦争は終結した。
加えて、ブレスト＝リトフスク条約の調印の後、8月27日にベルリンで調印された追加条約によって、ロシアに多額の賠償金の支払いが課せられた。

## その後
その後、1918年11月13日には、中央同盟国の降伏と第一次世界大戦の終結を受けて、ボリシェヴィキ政府が条約を破棄したことで、結局、ブレスト＝リトフスク条約は8ヶ月しか効力を持たなかった。

### オスマン帝国
オスマン帝国は1918年5月にアルメニア第一共和国を建国したので、この条約を2ヶ月で破棄した。

### ドイツ
ドイツと連合国の休戦協定の後、ドイツ軍はブレスト＝リトフスク条約によって獲得した地域から軍を撤退させたので、さまざまな国の軍がこの空白地帯を占領しようとした。1919年に調印されたヴェルサイユ条約でドイツはブレスト＝リトフスク条約の失効を受け入れ、1922年のラパッロ条約では、ソ連・ドイツ双方が、協議されたすべての地域に対する権利と賠償を相互に放棄することが合意された。

### ロシア
ブレスト＝リトフスク条約により旧ロシア帝国領が大きく割譲されたため、条約を受け入れたボリシェヴィキ政府には左右の立場を問わず国内のあらゆる層から非難が向けられ、ボリシェヴィキも分裂の危機にさらされた。実際、ロシアの国家主義者と一部の革命家はブレスト＝リトフスクの講和受諾に激怒し、白軍に加わった。さらにこの争いに乗じて協商国側が干渉し、2年におよぶ白軍との内乱が続いた（ロシア内戦）。この条約を受諾した直後、レーニンは首都をペトログラードからモスクワに遷都した。トロツキーはこの条約をブルジョワジー、社会革命家、ツァーリの外交官、ケレンスキー、ツェレテリ、チェルノフのような官僚による条約であり、旧体制とプルジョワジーに対するつまらない妥協であると批判した。

### ウクライナ・バルト諸国
またボリシェヴィキがこの条約で失った地域に居住していた非ロシア人は、この条約締結をボリシェヴィキの元から地域を独立させるチャンスであると考えた。これらの空白地帯の命運とソ連の西側の国境はこの後の3年半に行われる戦争によって決められた。ポーランド・ソビエト戦争は特に激しい戦闘が行われ、1921年のリガ平和条約によって戦争が終結した。この戦争によりウクライナの大部分はボリシェヴィキの領土となり、ウクライナはソビエトの構成国の1つ（ウクライナ・ソビエト社会主義共和国）になった。しかしバルト海沿岸部やポーランドに帰属された広い領域は、エストニア、ラトヴィア、リトアニア、ポーランドの領土となり、第二次世界大戦までソ連の手を離れることになった。

### 第二次世界大戦以後
1939年のモロトフ=リッベントロップ協定(独ソ不可侵条約)により、ソ連は東ポーランドに進軍し、バルト三国をソ連の構成国として編入し、フィンランドとの交渉が決裂後、冬戦争が開始された。これによりフィンランド（モスクワ講和条約で割譲させた地域だけは奪還に成功）、西ポーランド、西アルメニアを除くブレスト＝リトフスク条約によって失われた土地はおおよそ取り返したことになった。
連合国はドイツがロシアに負わせた賠償はもし中央同盟国が戦争に勝利した際、ブレスト＝リトフスク条約と同じくらいの賠償を連合国に要求するという警告であると解釈した。ブレスト＝リトフスク条約とドイツの西部戦線の危機的な状況の間で、ドイツ政府と最高司令部の一部の将校はドイツが東側で得た権益について承認する事と引き換えに、連合国に対して寛大な提案を行おうとした。
現代のロシアの西側の国境はクリミア半島を除き、ブレスト＝リトフスク条約締結時の国境線とおおよそ同じである（若干、ベラルーシ方面がベラルーシ側に、ウクライナ方面がロシア側に寄っている）。2014年のウクライナ危機において、ロシアはクリミアを併合し、2022年にはウクライナに侵攻した。